# YSES 2b
YSES 2b（TYC 8984-2245-1 b）とは、さそり–ケンタウルス座アソシエーションに属するはえ座の方向に約359光年離れた場所に位置する年齢が1390万年でスペクトル分類がK1の恒星 YSES 2 の周囲を公転している太陽系外惑星である。YSES 2bは直接撮像法によって発見され、2021年4月16日にその発見を報告する論文がarXivへ投稿された。

## 概要
YSES 2bはヨーロッパ南天天文台（ESO）に存在するパラナル天文台に設置された、超大型望遠鏡VLTのSPHEREを用いた太陽のような恒星の周囲を公転している太陽系外惑星の質量を調査することが目的のYoung Suns Exoplanet Survey（YSES）の一環として発見された。質量は木星の約6.3倍で、主星から115天文単位離れた位置を公転している。
原始惑星系円盤から惑星が形成される際には、「コア集積モデル」や「自己重力不安定モデル」といったモデルが考えられているが、YSES 2bの場合、これらのモデルで予測される質量が実際の質量と合わないため、最初はコア集積モデルで惑星が形成された後、この惑星系に属する可能性のある別の惑星との相互作用によって軌道が遠くに配置された説がある。